# Колд-Спрінгс (округ Туолемі, Каліфорнія)
Колд-Спрінгс (англ. Cold Springs) — переписна місцевість (CDP) в США, в окрузі Туолемі штату Каліфорнія. Населення — 123 особи (2020).

## Географія
Колд-Спрінгс розташований за координатами 38°9′41″ пн. ш. 120°3′13″ зх. д. / 38.16139° пн. ш. 120.05361° зх. д. (38.161335, -120.053527).  За даними Бюро перепису населення США в 2010 році переписна місцевість мала площу 4,49 км², уся площа — суходіл.

## Демографія
Згідно з переписом 2010 року, у селищі мешкала 181 особа в 94 домогосподарствах у складі 44 родин. Густота населення становила 40 осіб/км².  Було 453 помешкання (101/км²).
Расовий склад населення:
| - 96,7 % — білих - 1,7 % — корінних американців - 0,6 % — чорних або афроамериканців - 0,6 % — азіатів |

До двох чи більше рас належало 0,6 %. Частка іспаномовних становила 2,2 % від усіх жителів.
За віковим діапазоном населення розподілялося таким чином: 15,5 % — особи молодші 18 років, 60,7 % — особи у віці 18—64 років, 23,8 % — особи у віці 65 років та старші. Медіана віку мешканця становила 51,5 року. На 100 осіб жіночої статі у селищі припадало 112,9 чоловіків;  на 100 жінок у віці від 18 років та старших — 121,7 чоловіків також старших 18 років.
Цивільне працевлаштоване населення становило 18 осіб. Основні галузі зайнятості: мистецтво, розваги та відпочинок — 100,0 %.